# Chrysso rubrovittata
Chrysso rubrovittata là một loài nhện trong họ Theridiidae.
Loài này thuộc chi Chrysso. Chrysso rubrovittata được Eugen von Keyserling miêu tả năm 1884.